# 전복수
전복수(全福壽, 1957년 ~ )는 대한민국 KBS의 보도본부의 기자이다.

## 학력
- 순천여자고등학교
- 이화여자대학교 경영학과 학사

## 경력
- 2015.04 KBS 방송문화연구소
- 2013.12 KBS 제주방송총국 총국장
- 2012.12 ~ 2013.12 KBS 보도본부 해설위원실 실장
- KBS 해설위원
- 2004 KBS 보도본부 시사보도팀 부장
- 2003 KBS 보도국 경제부장
- 2002 ~ 2003 KBS 보도본부 외신담당 부주간
- 2000 KBS 경제부 차장
- 1999 KBS 도쿄특파원
- 1996 KBS 보도국 문화부 차장
- 1981 KBS 기자 입사
- 이화언론인클럽 회장